# Grand Marnier

Markenlogo

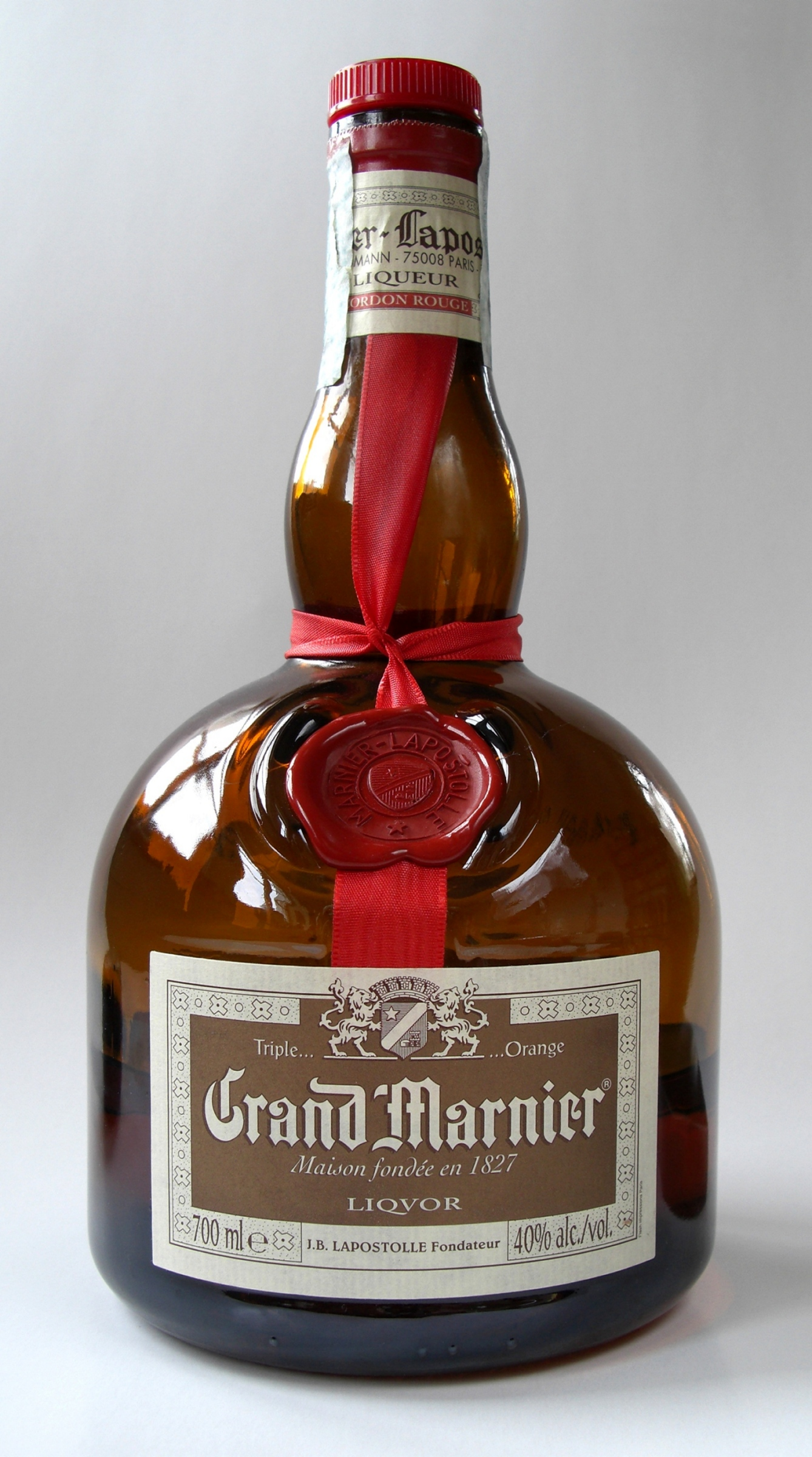
Grand Marnier Cordon Rouge

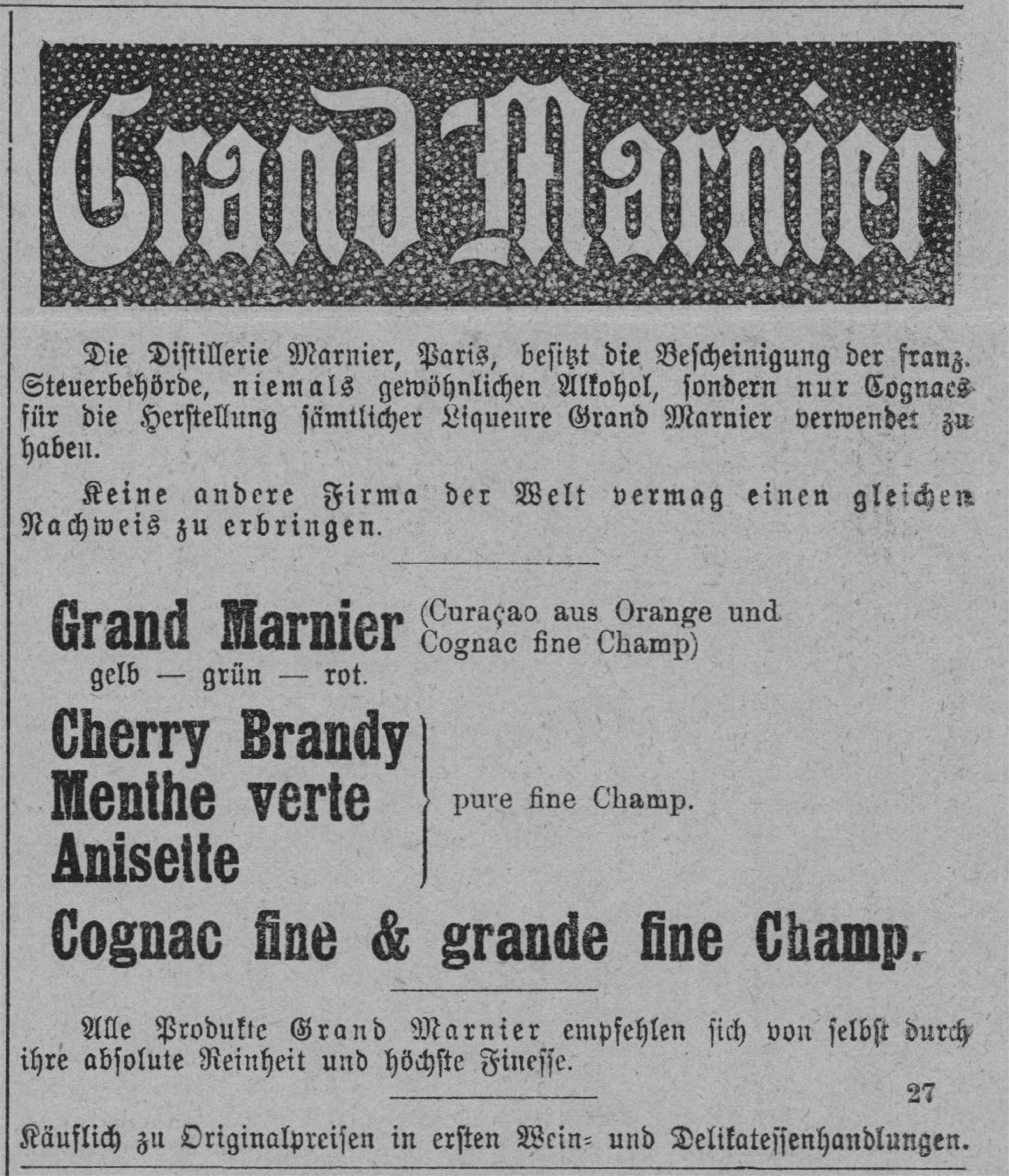
Printwerbung 1906

Grand Marnier (französisch [ɡʁɑ̃ maʁnje]) ist eine französische Marke für verschiedene Liköre der Familie Triple Sec/Curaçao. Grand Marnier wird aus den grün geernteten, getrockneten Schalen der karibischen Bitterorange Citrus Bigaradia hergestellt. Die bekannteste Sorte ist der auf Cognac basierende Cordon Rouge, dessen Flaschen mit einem roten Band verziert sind und der einen Alkoholgehalt von 40 Volumenprozent hat. Ein weiterer, sehr bekannter Likör, der aus Orangenschalen hergestellt wird, ist  Cointreau.

## Unternehmen
Jean Baptiste Lapostolle gründete 1827 in Neauphle-le-Château bei Paris eine Cognac-Distillerie und Likörfabrik. Seine Enkelin Julia heiratete 1876 Louis-Alexandre Marnier, der vier Jahre später den Grand Marnier entwickelte. Die einer Distille nachempfundene, charakteristische Flaschenform ließ er markenrechtlich schützen.
In Deutschland und auf zahlreichen weiteren Märkten wird Grand Marnier durch den Getränkekonzern Diageo vertrieben.
Im Jahr 2016 erwarb die italienische Campari-Gruppe für 684 Millionen Euro (8,05 Euro pro Aktie in bar) die Kontrolle über die Markeninhaberin Société des Produits Marnier-Lapostolle (SPML), die 2015 einen Umsatz von 152 Millionen Euro erzielte.

## Ausgewählte Sorten von Grand Marnier
- Red Label oder Cordon Rouge: Die meistgetrunkene und namensgebende Art des Grand Marnier wird aus Bitterorangen und zu 51 % aus Cognac hergestellt.
- Triple Sec, Yellow Label oder Cordon Jaune: Dies war die älteste Grand-Marnier-Variante und ging zurück auf das Jahr 1827, als Jean-Baptiste Lapostolle einen Triple Sec-Likör herstellte. Lange Zeit nur als Cordon Jaune bezeichnet, wurde der Likör später wieder unter der ursprünglichen Bezeichnung angeboten, allerdings nicht mehr, wie in früherer Zeit, mit Zuckerkulör eingefärbt. Die Basis des Likörs war Neutralalkohol. Neben bitteren wurden auch süße Orangen verarbeitet. Der Likör war daher geschmacklich eher vergleichbar mit dem Cointreau. Cordon Jaune eignete sich insbesondere zum Mixen und Kochen (als Soße für Crêpes etc.). Nach der Übernahme durch Campari wurde die Produktion eingestellt.
- Louis Alexandre: Hierbei handelt es sich um eine Variante mit Cognacs aus den Gebieten Petite Champagne und Borderies. Der Louis Alexandre ist zudem im Vergleich zum Cordon Rouge weniger süß. Seinen Namen verdankt er dem Firmengründer Louis-Alexandre Marnier-Lapostolle.
- Cuvee du centenaire: Diese Sorte wurde zum 100-jährigen Firmenbestehen 1927 kreiert. Verwendet werden Cognacs aus der Petite Champagne und der Grande Champagne, die bis zu 25 Jahre alt sind.
- Cuvee du cent cinquantenaire: Zum 150-jährigen Firmenbestehen 1977 wurde diese Jubiläums-Cuvée mit Cognacs aus der Grande Champagne mit einem Alter von bis zu 50 Jahren herausgebracht.
- Es gibt noch hochwertigere Sorten, die sich durch ältere Cognacs, einen höheren Orangen-Extrakt-Anteil und aufwendig gestaltete Flaschen auszeichnen.

## Wissenswertes
- Das Produktionsdatum ist auf allen Flaschen vermerkt. Beim Cordon Rouge findet man es beispielsweise an der Banderole des Flaschenhalses. Es setzt sich wie folgt zusammen: Die ersten zwei Stellen hinter dem L geben das Produktionsjahr, die drei folgenden Stellen den Tag des Jahres an, gefolgt von zwei Stellen, die die Stunde darstellen. L0606914 würde also beispielsweise heißen, dass die Flasche im Jahr 2006, am 69. Tag (10. März) zwischen 14:00 Uhr und 14:59 Uhr hergestellt wurde.